# HMS Eagle (1918)

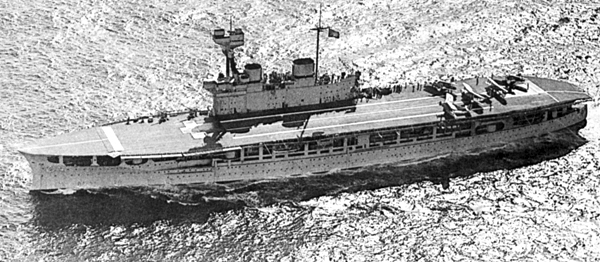
HMS Eagle

HMS Eagle, var ett tidigt hangarfartyg i Royal Navy. Hon beställdes ursprungligen av Chile under den sydamerikanska "Dreadnought Race" som Almirante Latorre-klassslagskeppet Almirante Cochrane, och kölsträcktes före första världskriget. I början av 1918-talet köptes hon av Storbritannien för ombyggnad till ett hangarfartyg vilket blev klart 1924. Hennes fullbordan försenades av arbetskraftsproblem och möjligheten att hon skulle återköpas av Chile för omställning till ett slagskepp, samt behovet av jämförande försök för att fastställa den optimala layouten för hangarfartyg. Fartyget var först tilldelat Medelhavsflottan och senare "China Station" (farvattnen kring Kina), och tillbringade mycket lite tid i egna farvatten förutom periodiskt underhåll.
Eagle tillbringade de första nio månaderna av andra världskriget i Indiska oceanen och sökte efter tyska handelskryssare. Under den tidiga delen av kriget hade flottan, flygvapnet och armén desperat brist på stridsflygplan och Eagle var enbart utrustad med föråldrade Fairey Swordfish torpedbombplan fram till slutet av 1940. Hon överfördes till Medelhavet i maj 1940, där hon eskorterade konvojer till Malta och Grekland och attackerade italienska handelsfartyg, örlogsfartyg och baser i östra Medelhavet. Fartyget deltog också i slaget om Kalabrien i juli, men hennes flygplan misslyckades med att torpedera de italienska kryssare som var deras mål. När Eagle inte var till sjöss, stationerades hennes flygplan till lands.
Fartyget blev avlöst av ett modernare hangarfartyg i mars 1941 och beordrades att jaga axelmakternas fartyg i Indiska oceanen och södra Atlanten. Hennes flygplan sänkte en tysk blockadbrytare och skadade ett tyskt tankfartyg i mitten av 1941 men hittade inte några andra fartyg från axelmakterna innan fartyget beordrades hem för en uppgradering i oktober. Efter att ha avslutat en omfattande uppgradering i början av 1942, gjorde fartyget resor för att leverera stridsflygplan till Malta för att öka dess luftförsvar under första halvåret 1942. Eagle blev torpederad och sänktes av den tyska ubåten U-73 den 11 augusti 1942 medan hon eskorterade en konvoj till Malta under Operation Pedestal. 131 man gick förlorade vid sänkningen. 